# Fiamme sul mare (film 1931)
Fiamme sul mare (Shipmates) è un film del 1931, diretto da Harry A. Pollard.

## Produzione
Il film fu prodotto dalla Metro-Goldwyn-Mayer (MGM) (controlled by Loew's Incorporated) come "A Harry Pollard Production".

## Distribuzione
Distribuito dalla Metro-Goldwyn-Mayer (MGM), il film uscì nelle sale cinematografiche statunitensi il 25 aprile 1931. Il 3 gennaio 1932, uscì anche in Finlandia; il 1º marzo 1932, in Danimarca.